# Michael Jakobsen
Michael Jakobsen (Copenaghen, 2 gennaio 1986) è un calciatore danese, difensore dell'Adelaide Olympic.

## Carriera
Ha giocato nei Paesi Bassi con il PSV e in Spagna con l'Almeria, oltre a varie esperienze in patria. Il 24 gennaio 2014 si è trasferito dal Copenhagen all'Esbjerg, dopo un periodo di prestito al Nordsjælland.
L'8 marzo 2016 è stato ingaggiato dai norvegesi del Lillestrøm con la formula del prestito: la sua nuova squadra si è riservata il diritto di acquisirne le prestazioni a titolo definitivo.
Il 1º settembre 2016, gli australiani del Melbourne City hanno comunicato d'aver ingaggiato Jakobsen a titolo definitivo, col giocatore che ha firmato un contratto biennale col nuovo club. Il 23 agosto 2022 firma per il North East United, squadra indiana militante nella Indian Super League. A febbraio 2023 torna in Australia, firmando per l'Adelaide Olympic.

## Palmarès

### Club

#### Competizioni nazionali
- Campionato danese: 2

Aalborg: 2007-2008
Copenaghen: 2012-2013
- FFA Cup: 2

Melbourne City: 2016
Adelaide United: 2019